# 匈牙利中央统计局

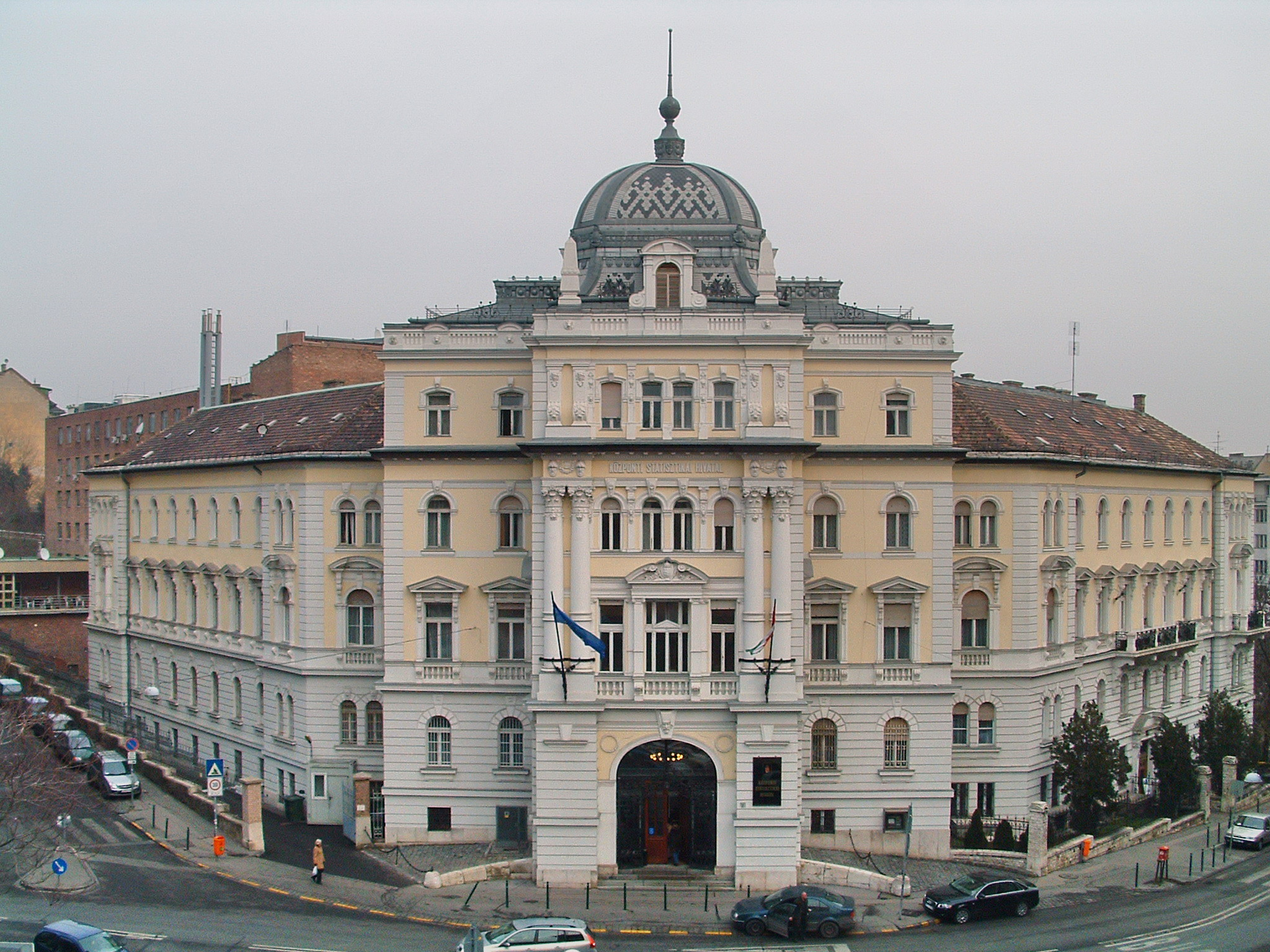
位于布达佩斯凯莱蒂·卡罗伊街（keleti károly utca）的中央统计局大楼

中央统计局（匈牙利語：Központi Statisztikai Hivatal (KSH)，匈牙利語發音：[ˈkøsponti ʃtɒtistikɒji hivɒtɒl]）是匈牙利的一个负责收集、处理和公布有关其经济和居民的统计数据的半官方機構。该机构为行政机关、议会和学术界、金融机构、广大公众和媒体提供详细资料。